# 3차원 디스플레이
3차원 디스플레이(3D display)는 사용자에게 3차원 화상을 제시하는 디스플레이 장치이다. 종류는 몇 가지 있지만 기본적으로는 사람의 두 눈에 대해서 각각 다른 화상을 제시하고 양안 시차에 의해 영상을 입체로 보이게 한다.

## 스테레오스코피
스테레오스코피는 안경을 이용한 3차원 디스플레이를 말한다. 안경 타입의 3차원 디스플레이는 적청 안경, 액정 셔터 안경, 편광 안경 등으로서 두 눈에 서로 다른 화면을 보여 준다. 이때 양안 시차가 나게 되어 관측자는 영상물에서 입체감을 느끼게 된다.

## 오토스테레오스코피
오토스테레오스코피는 안경을 이용하지 않는 3차원 디스플레이를 말하며 여러 종류가 있다.

### 시차 장벽을 이용한 디스플레이

시차 장벽을 이용한 무안경식 3차원 디스플레이. 렌티큘라 렌즈를 이용해도 동일한 효과를 얻을 수 있다. Note: 이 그림은 개념을 설명하기 위한 대략적인 모식도이다.

시차 장벽을 이용한 무안경식 3차원 디스플레이는 안경식 3차원 디스플레이와 마찬가지로 인간이 입체감을 느끼는 요소인 양안 시차를 이용한다. 하지만 이 경우에서는 영상물 앞에 특수한 슬릿을 설치함으로써 좌안과 우안이 볼 수 있는 픽셀을 다르게 하여 받아들이는 영상을 다르게 한다. 관찰자는 이때 안경을 쓰지 않고도 양안 시차에 의해 입체감을 느끼게 되며, 원통형 렌즈를 나열하여 빛을 굴절시키는 방법으로 좌안과 우안이 서로 다른 픽셀을 보게 하는 렌타큘라 렌즈를 이용해도 같은 효과를 얻는다.닌텐도3DS에서 채택되고 있는 방법이다.

### 광선 재생형
홀로그래피 디스플레이 또는 인테그랄 홀로그래피(IP) 방식의 디스플레이는 재생하는 광선을 따라 사용자에게 입체 화상을 보여 준다.
인테그랄 포트그래피 방식은 빛 필드(Light Field)의 합성에 의해 입체 영상을 제시하는 "빛 필드 재생형 입체 디스플레이"이다. NHK 방송 기술 연구소에서 개발 중의 디스플레이는 굴절률 분포 렌즈를 이용한 렌즈 배열을 수평 해상도 8,000 만화소 정도의 고정밀 카메라로 촬영해 그것을 프로젝터로 다른 렌즈 배열에 비추고 있다. 이것에 의해 특정 면에서의 빛 필드를 모두 받아 재생한다. 동시에 복수의 관찰자에게 입체 화상을 보여주거나 관찰자가 얼굴을 옆으로 향해서 보아도 입체를 보여줄 수 있는 점이 큰 특징이다.

### 체적형
체적형 디스플레이는 회전 등의 물리적인 구조에 의해 빛의 점(복셀:voxel)을 실제의 공간 안에 표시한다. 광선 재생형의 디스플레이 및 체적형 디스플레이는 일반적으로 2명 이상의 사용자에게 동시에 올바른 입체 화상을 제시할 수 있다.

### 레이저에 의한 공기의 플라스마화
레이저 광선을 수습시킨 초점에서는 공기가 플라스마화하는 현상을 이용해 화상을 3차원적으로 보여준다. 체적형 디스플레이에 가깝지만 레이저를 스캔해 초점 위치를 변화시키는 것으로 자유도의 높은 표현이 가능하다. 현재 기술로는 3차원 벡터 스캔에 의한 단순한 도형을 단색 표시하는데 그치고 있다.